# Yves Bonnardel
Pour les articles homonymes, voir Bonnardel.
Yves Bonnardel est un essayiste et éditeur, militant libertaire et égalitariste français. Il est l'un des compagnons de route de la première heure de la Veggie Pride, de la revue Cahiers antispécistes, des Estivales de la question animale et des marches pour la fermeture des abattoirs.

## Biographie

### Premier engagement
Sa famille, enseignante, est politisée à l'extrême gauche. Enfant, il est révolté par l'ordre adulte, l'imposition familiale et scolaire. En 1985 il rencontre Catherine Baker, journaliste et essayiste dont les livres Insoumission à l'école obligatoire et Les Cahiers au feu critiquent non seulement le système éducatif obligatoire, mais aussi la domination adulte et l'appropriation sociale des individus par « leur » communauté (société, État, etc.). Il rejoint pour un temps très court dans les années 1980 un groupe radical qui se bat pour la liberté des mineurs en Allemagne. Il abandonne ensuite ses études pour squatter à Lyon et se consacrer à sa propre vie. 

### Antispécisme
Lorsqu'il prend connaissance des notions de spécisme et d'égalité animale présentées dans La Libération animale de Peter Singer, il décide de se consacrer à la lutte contre l'exploitation animale et tout particulièrement contre la consommation de chairs animales (viande et poisson). En 1989 avec Françoise Blanchon, il rencontre Corine Monnet et David Olivier, ainsi que Martial D., avec lesquels il rédige un livret d'une cinquantaine de pages intitulé Nous ne mangeons pas de viande pour ne pas tuer d'animaux, qui sera diffusé massivement dans les réseaux Do it yourself, les squats et les concerts punks, et qui marque les débuts en France d'un mouvement organisé de refus de la consommation de viande par souci des animaux. C'est lors du long processus de rédaction collective de ce livret qu'émergent notamment la critique de l'idée de Nature (initialement soutenue par Françoise Blanchon et Corinne Monnet) et de celle d'Humanité.
Il collabore quasiment dès leur fondation en septembre 1991 aux Cahiers antispécistes lyonnais,,,, avec David Olivier et Françoise Blanchon. L'adjectif lyonnais, ultérieurement supprimé du titre, correspondait au désir d'éviter de se poser en unique autorité concernant le discours antispéciste. Yves Bonnardel quitte la rédaction des Cahiers antispécistes à la fin des années 1990.
Dans des articles publié dans les Cahiers antispécistes il développe la critique de l'idée de nature,, associée à un humanisme qui distingue radicalement les humains entre eux et des autres êtres sentients, instituant des hiérarchies et des appartenances, générant aussi bien le racisme, le sexisme que le spécisme, le capacitisme ou l'âgisme. Il s'appuie notamment sur un élargissement au non-humain des idées de féministe matérialiste comme Colette Guillaumin ou Christine Delphy.
En 1997, il rédige et diffuse avec David Olivier le Manifeste pour l'abolition de l'apartheid international qui recevra une centaine de signataires du monde entier,. 
En 2001, il est l'un des membres fondateurs de la Veggie Pride.
Il publie en 2015 La Domination adulte. L'oppression des mineurs préfacé par Christine Delphy, dans lequel il dénonce l'âgisation / infantilisation des enfants, la confiscation de leur vie par le statut de mineur, par l'institution familiale et par la contrainte éducative. 
Il appelle à élargir l'horizon émancipateur de « la gauche » et à ouvrir de nouveaux fronts de lutte pour tenter de progresser vers l'élimination de toutes formes de discrimination et d’oppression.
Militant au sein de l'association Pour l'Égalité Animale (PEA), en septembre 2017 il participe par exemple à Lausanne à la manifestation de cette association qui installe un compteur géant des victimes animales du spécisme. Il intervient également le 3 septembre dans le cadre d'une conférence internationale sur le spécisme organisée par PEA à Genève,. Il participe à l'organisation chaque année de la Journée mondiale pour l'abolition de la viande, la Journée mondiale pour la fin de la pêche et la Journée mondiale pour la fin du spécisme.

## Publications

### Livres
- La domination adulte: l'oppression des mineurs, le Hêtre Myriadis, coll. « Société(s) », 2020 (ISBN 978-2-490050-40-6).
- Yves Bonnardel, Thomas Lepeltier, Pierre Sigler et Renan Larue, La révolution antispéciste, PUF, 2018 (ISBN 978-2-13-079909-2).
- « Quelques réflexions concernant les plantes » (article repris des Cahiers antispécistes, no 5, décembre 1992).
- « En finir avec l’idée de nature, renouer avec l’éthique et la politique », Les Temps Modernes, vol. 630631, no 2,‎ 2005, p. 107–121 (ISSN 0040-3075, DOI 10.3917/ltm.630.0107, lire en ligne, consulté le 30 juin 2025).
- « L'idée de Nature contre la pensée animale » (article paru dans Pierre Jouventin, David Chauvet et Enrique Utria (sous la direction), La Raison des plus forts, Imho, 2010.).
- « Les animaux à l'assaut du ciel » (article original).
- avec Axelle Playoust-Braure, Solidarité animale. Défaire la société spéciste (éd. La Découverte, 2020)

### Brochures
- d'après un texte de Estiva Reus, Pour en finir avec l'idée de nature... et renouer avec l'éthique et la politique, tahin party, 2005, brochure traduite en anglais, allemand, italien, espagnol (lire en ligne ou télécharger)
- avec un article de Joan Dunayer, Poissons. Le carnage, tahin party, 2008 (lire en ligne ou télécharger)
- avec Sara Fergé, La végéphobie, 2011 (lire en ligne)
- avec Pierre Sigler, L'exploitation animale est une question de société, 2013 (lire en ligne)
- avec Mata'i Souchon, Végéphobie, une nouvelle vague, 2017 (lire en ligne)

### Articles (sélection)
- « La pêche, une vraie boucherie », Les Cahiers antispécistes n°3,‎ avril 1992 (lire en ligne)
- « Pour un monde sans respect », Les Cahiers antispécistes n°10,‎ septembre 1994 (lire en ligne)
- « De l'appropriation... à l'idée de Nature », Les Cahiers antispécistes n°11,‎ décembre 1994 (lire en ligne)
- « Sale bête, sale nègre, sale gonzesse », Les Cahiers antispécistes n°12,‎ avril 1995 (lire en ligne)
- « La consommation de viande en France : contradictions actuelles », Les Cahiers antispécistes n°13,‎ décembre 1995 (lire en ligne)
- « Contre l'apartheid des espèces », Les Cahiers antispécistes n°14,‎ décembre 1996 (lire en ligne)
- « De l’appropriation... à l’idée de Nature », Les Cahiers antispécistes, no 11,‎ 1er décembre 1994 (lire en ligne).
- « Pour une agriculture sans élevage, pour un projet mondial non spéciste », Les Cahiers antispécistes, no 36,‎ septembre 2014 (lire en ligne)
- « Il est navrant de constater que des universitaires dénigrent l’antispécisme de manière expéditive », Le Monde,‎ 10 juillet 2018 (lire en ligne, consulté le 29 avril 2025), avec Thomas Lepeltier et Pierre Sigler
- « Contre le spécisme, la bataille culturelle reste à livrer – pourquoi il faut ouvrir le front idéologique », L'Amorce (revue en ligne) : contre le spécisme, 7 novembre 2018
- Yves Bonnardel, « Jouer les plantes contre les animaux ? », sur Libération (consulté le 29 avril 2025)

### Articles publiés dans des ouvrages collectifs (sélection)
- « Et si l'humain valait l'homme ? Antisexisme et antispécisme : rapports d'un dominant », in Nouvelles approches des hommes et  du masculin, D. Welzer-Lang (dir.), Presses Universitaires de Toulouse le Mirail, 1999 [13 p.]
- « Contre l'apartheid des espèces », in Espèces et éthique. Darwin : une (r)évolution à venir de Yves Bonnardel, David Olivier, Estiva Reus (dir.) et James Rachels, tahin party, 2001 [22 p.]
- « Préface », in Luc Ferry ou le rétablissement de l'ordre. L'humanisme est-il anti-égalitaire ?, de E. Hardouin-Fugier, E. Reus, D. Olivier, tahin party, 2002 [32 p.]
- « Les pieds dans le plat », in La Corrida, de Ernest Cœurderoy, Atelier de création libertaire, 2003 [20 p.]
- « Plus jamais ça ? », in Un génocide sans importance. La France et le Vatican au Rwanda, de J.-P. Gouteux, tahin party, 2007 [4 p.]
- « Introduction », in Pour l'abolition de l'enfance, de Shulamith Firestone, tahin party, 2007 [6 p.]
- « Idée de Nature, Humanisme et négation de la pensée animale », in La Raison des plus forts, Pierre Jouventin, David Chauvet et Enrique Utria (dir.), éd. IMHO, 2010 [24 p.]
- « Au-delà de l'égalité humaine », in L'égalité animale expliquée aux humains, Peter Singer, tahin party, 2011 [9 p.]
- « Idée de Nature, Humanisme et négation de la pensée animale », in Anthologie d'éthique animale, Jean-Baptiste Jeangène Vilmer (dir.), PUF, 2011 [3 p.]

### Vidéos et films documentaires
- Documentaire « L'Enfer du décor ». Film documentaire de Pablo Knudsen (2007 - 1 h 34 min). (voir également ici : « Partie 1 » et « Partie 2 »)
- Documentaire « Entretiens avec un égalitariste ». Film réalisé en 2013 par Gwennaël Bolomey, en collaboration avec Fanny Vaucher (30 minutes, vf sous-titrée en anglais). (Voir en ligne) ; il est accompagné sur youtube de 21 petites interviews filmées de quelques minutes sur des sujets divers liés à l'exploitation animale.
- Conférence sur « La Domination adulte. L'oppression des mineurs". Prise audio-visuelle réalisée par le collectif Cause toujours, Grenoble, 2016 (« voir en ligne » ).
- Documentaire « Homo Herbivorus ». Film documentaire de Hugo Violi (2018, 79 min) (« fiche complète, bande annonce et film » ).
- Documentaire « Le Temps des bêtes: un film de cruauté et de compassion ». Film documentaire de François Primeau (2017, 2h20 min).
- Documentaire « Antispécistes, les guerriers de la cause animale ». Émission Temps Présent de Valérie Teuscher et Claudio Tonetti, de la RTS (Suisse), du 14 novembre 2019. (Voir en ligne)